# Фернандес де Кордоба
Вижте пояснителната страница за други личности с името Фернандес де Кордоба.
Фернандес де Кордоба  (на испански: Gonzalo Fernández de Córdoba y Aguilar) е испански генерал.
Името на този пълководец се изписва в други източници като Гонсало Фернандес де Кордоба. С военните реформи и победите си, осъществява истинска революция във военното дело, като използва за пръв път огнестрелната аркебуза като оръжие. Заради военните му успехи е наричан „Големият капитан“ (El Gran Capitan). Много историци го определят като един от най-видните военни дейци на своето време.

## Биография
Роден на 1 септември 1453 година в Монтиля (днес провинция Кордоба), Испания, в благородническото семейство на Педро Фернандес де Кордоба граф Агилар и Елвира де Херера. Баща му умира докато е още дете. Тъй като е втори син и не може да наследи титлите и парите на баща си, Гонсало се насочва към военна кариера. Като младеж участва в боевете срещу мюсюлманите, окупирали Гренада, а по-късно служи като паж в испанския кралски двор.

## Военна кариера
От 1482 до 1492 г. участва като младши офицер във войната срещу маврите, довела до края на тяхното 800–годишно господство в Испания. Проявява се като храбър войник и офицер, който успешно прилага усъвършенстваните си познания по военна техника и тактика.
Първият му поход като военачалник е неуспешен. През май 1495 г. повежда 21-хилядна армия към Италия, в помощ на неаполитанския крал и е прогонен от френския крал Шарл VIII. Лошата координация между испанските части и италианските съюзници, недобрата военна подготовка на испанските войски помагат за разгромът им при Семинара и за успеха на французите.
След поражението, Кордоба започва реорганизация и обучение на армията си. В пехотата включва войници, въоръжени с аркебузи – тежки пушки с кремък, с които може да се стреля от рамо. Разделя войниците си на маневрени части, а не както приетата дотогава събрана на едно място голяма войскова маса. Разработва нова стратегия за по-гъвкаво и ефективно използване на отделните видове войска по време на сражение. Ръководен от новите си идеи обучава армията си и постига много добра координация между пехота, артилерия и кавалерия.

## Успехи на бойното поле
Тази предварителна подготовка с ново въоръжение и тактика е подложена на проверка през 1503 г. отново в Италия при противопоставянето срещу френската войска. С шестхилядна армия в лозята на един хълм край Чериньола и без предварителна подготовка, войските на Кордоба въоръжени с аркебузи и пики разгромяват атакуващата 10-хилядна френска армия. Това е първата битка в световната история спечелена с огнестрелно оръжие.
След окупирането на Неапол, французите отстъпват. На 29 декември 1503 г. в битката при Гариляно испанската войска преминава едноименната река под прикритието на тъмнината и френската армия е подложена на унищожителна атака с аркебузи и пики. Добре обучените командири на Кордоба, с минимум координация, провеждат успешно трудната военна операция. През януари 1504 г. Кордоба превзема Гаета. Успешният военен поход на испанците и неспособността на френската армия да се противопоставят след големите им военни поражения, принуждават френския кралски двор да се откаже от претенциите си върху Неапол и да се сключи мир.
След успешно проведените военни операции, Кордоба е наречен Големия капитан. Уплашен от популярността на Кордоба, новия испански крал Фердинанд нарежда да се върне в Испания като отнема командването му. Останал верен на краля си, Кордоба се оттегля в семейното имение, където умира на 1 декември 1515 г. заразен с малария от похода в Италия. Погребан е в манастира Сан-Джеронимо в Гранада. Каменната му гробница е поставена до подхода към олтара на храма.
Въведената от Кордоба организация и тактика, както и усъвършенстването ѝ, и преминаването от военни действия с хладни към огнестрелни оръжия, обуславя испанското военно господство в Европа през XVI век.